# Hadungdung Aek Rampah
Hadungdung Aek Rampah is een bestuurslaag in het regentschap Padang Lawas van de provincie Noord-Sumatra, Indonesië. Hadungdung Aek Rampah telt 226 inwoners (volkstelling 2010).